# Cazierius asper
Espèce
Cazierius asper est une espèce de scorpions de la famille des Diplocentridae.

## Distribution
Cette espèce est endémique de la province de Guantánamo à Cuba. Elle se rencontre vers Niceto Pérez dans la Sierra de Canasta.

## Description
La femelle holotype mesure 33,6 mm, les femelles mesurent de 29,2 à 36,4 mm.
Le mâle décrit par Teruel et Cala en 2006 mesure 30,23 mm.

## Publication originale
- Teruel, 2006 : La subfamilia Diplocentrinae (Scorpiones: Scorpionidae) en Cuba. Segunda parte: nueva especie del género Cazierius Francke 1978. Boletín Sociedad Entomológica Aragonesa, vol. 38, p. 87-93 (texte intégral).